# Tử kha
Tử kha (danh pháp hai phần：Catalpa ovata）là một loài thực vật có hoa trong họ Chùm ớt. Loài này được G.Don mô tả khoa học đầu tiên năm 1837.